# Richard Arundell (1er baron Arundell de Trerice)
Pour les articles homonymes, voir Richard Arundell et Arundell.
Richard Arundell, 1er baron Arundell de Trerice (1616 - 7 septembre 1687) de Trerice en Cornouailles, est un homme politique anglais qui siège à la Chambre des communes à plusieurs reprises entre 1640 et 1664 lorsqu'il est élevé à la pairie. Il combat dans l'armée royaliste pendant la première guerre civile anglaise.

## Biographie
Richard Arundell est né vers 1616 à Trerice, en Cornouailles, deuxième fils de John Arundell et de son épouse Mary Cary, fille de George Cary de Clovelley. Il est l'un des six enfants, les autres étant Jean (1613-1644), Guillaume (mort en 1643), François, Agnès et Marie (1625-1701) . Les Arundells de Trerice sont une branche cadette d'une famille catholique répartie dans toutes les Cornouailles, les plus riches et les plus importants étant les Arundells de St Mawgan .
Sa plus jeune sœur Mary épouse John Trevanion, qui est tué lors de la prise de Bristol en 1643 ; elle se remarie en 1647, cette fois avec son cousin John Arundell de Lanherne.
Arundell épouse Gertrude Bagge, fille de James Bagge, de Saltram, Devon, et veuve de Nicholas Slanning, également tué à Bristol en 1643, dont il a un fils survivant, John Arundell (2e baron Arundell de Trerice).

## Carrière
Arundell entre à Lincoln's Inn en 1633 et se qualifie comme avocat en 1640, représentant son frère aîné dans une affaire judiciaire la même année. En avril 1640, il est élu député de Lostwithiel au Court Parlement, puis réélu au Long Parlement en novembre. Il est suspendu du Parlement en janvier 1642 pour avoir mis en exécution la Commission de rang.

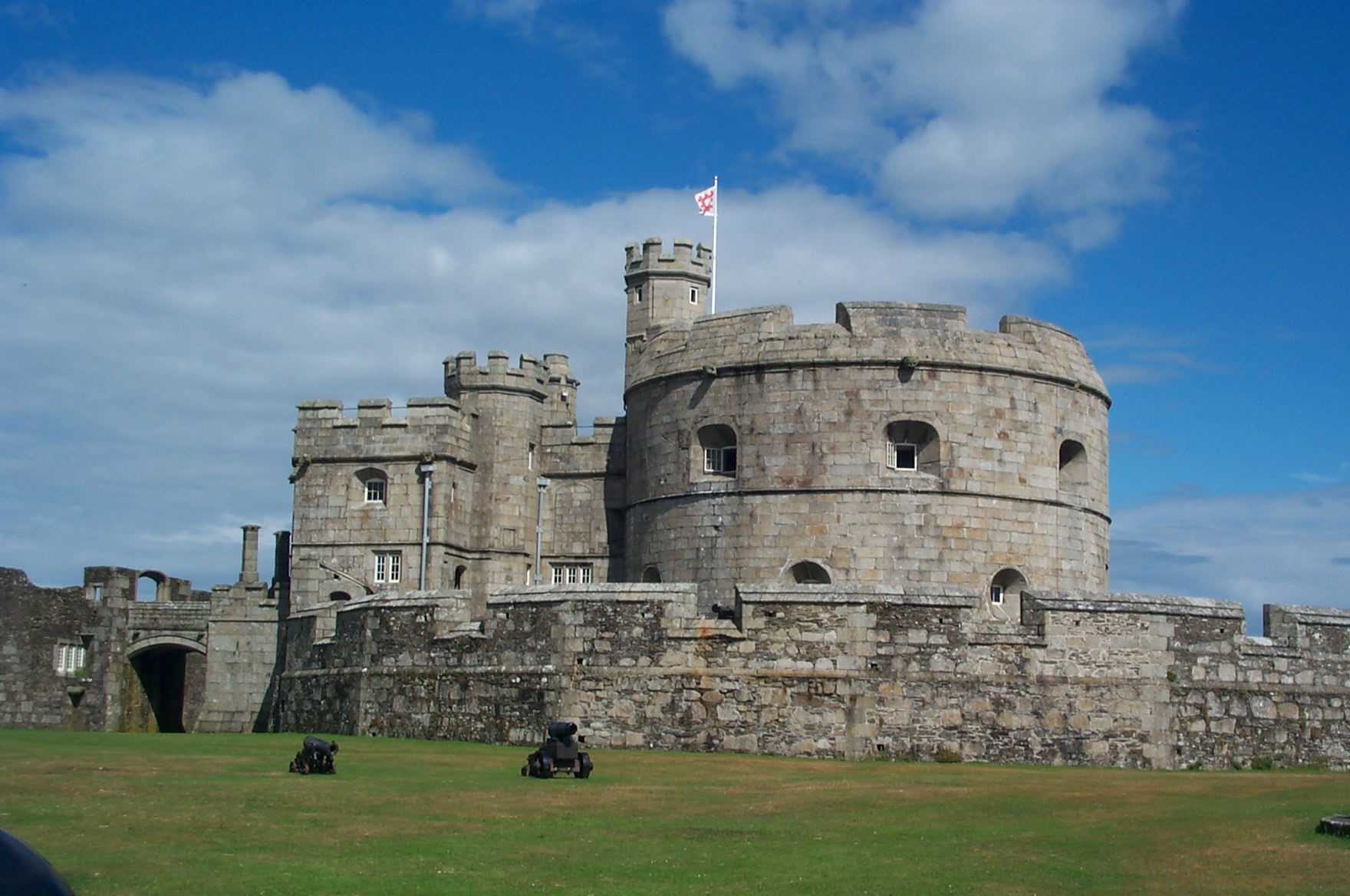
Château de Pendennis, Cornouailles

Lorsque la première guerre civile anglaise commence en août 1642, Arundell rejoint l'armée royaliste et aurait servi à Edgehill, ainsi qu'à Lansdowne. L'historien et homme d'État Clarendon le décrit comme « un officier vaillant et diligent », bien que son rôle principal consiste à augmenter les impôts pour l'effort de guerre royaliste. Il sert sous les ordres de son père dans la garnison du château de Pendennis, qui abrite à la fois Charles II d'Angleterre et la reine Henrietta Maria pendant la guerre et est l'un des derniers bastions à se rendre en août 1646.
Quand son frère aîné John est tué à l'extérieur de Plymouth en 1644, Arundell devient l'héritier des domaines familiaux, et en hérite à la mort de son père en 1654. Il est actif dans la clandestinité royaliste pendant l'interrègne mais réussit à éviter l'arrestation. Peu de temps après la Restauration anglaise en juin 1660, il est élu pour Bere Alston au Parlement de la Convention. En 1662, Charles le nomme gouverneur du château de Pendennis et lord lieutenant adjoint de Cornouailles, postes qu'il conserve jusqu'à sa mort en 1687.
En janvier 1662, Arundell est réélu pour Bere Alston au Parlement cavalier et siège jusqu'au 23 mars 1664, date à laquelle il est créé baron Arundell de Trerice. Il devient extrêmement riche au cours des 20 années suivantes, recevant un cadeau gratuit de 3 000 £ en 1674 et une pension de 1 000 £ par an, des sommes considérables à l'époque. Il meurt à Londres le 7 septembre 1687.

## Sources
- John Burke, A general and heraldic dictionary of the peerages of England, Ireland, and Scotland, extinct, dormant, and in abeyance. England, Henry Colburn and Richard Bentley, 1831
- « Arundell v Cosworth in The Court of Chivalry 1634-1640 », British History Online
- MW Helms, ARUNDELL, Richard (c.1616-87), of Trerice, Newlyn, Cornw. in The History of Parliament: the House of Commons 1660-1690, Boydell & Brewer, 1983 (lire en ligne)
- JL Vivian, The Visitations of Cornwall comprising the Herald's visitations of 1530, 1573 & 1620 (with additions), William Pollard & Co, 1887